# Svetoslav Kovačev
Svetoslav Svetlozarov Kovačev (in bulgaro Светослав Светлозаров Ковачев?; Pleven, 14 marzo 1998) è un calciatore bulgaro, attaccante dell'Arda Kărdžali in prestito dall'Achmat Groznyj.

## Carriera

### Club

#### Ludogorets
Cresce nel settore giovanile del Ludogorets, fa il suo esordio in prima squadra il 22 maggio 2016 contro il Beroe Stara Zagora partita persa dal Ludogorets per 0-2. Nella stagione 2017-2018 fa il suo esordio in Europa League contro il Milan partita persa 0-3 dal Ludogorets. Chiuderà la stagione con 6 presenze in prima squadra.

#### Dunav Ruse
Nel 2018 il Ludogorets lo cede in prestito al Dunav Ruse per una stagione. Il 3 novembre 2018 realizza il suo primo goal in APFG (la massima divisione) contro il FK Vitosha Bistritsa.

### Nazionale
Ha giocato nelle nazionali giovanili bulgare Under-17, Under-19 ed Under-21.
Tra il 2020 ed il 2023 ha giocato complessivamente 5 partite con la nazionale maggiore bulgara.

## Statistiche

### Cronologia presenze e reti in nazionale
| Cronologia completa delle presenze e delle reti in nazionale ― Bulgaria | Cronologia completa delle presenze e delle reti in nazionale ― Bulgaria | Cronologia completa delle presenze e delle reti in nazionale ― Bulgaria | Cronologia completa delle presenze e delle reti in nazionale ― Bulgaria | Cronologia completa delle presenze e delle reti in nazionale ― Bulgaria | Cronologia completa delle presenze e delle reti in nazionale ― Bulgaria | Cronologia completa delle presenze e delle reti in nazionale ― Bulgaria | Cronologia completa delle presenze e delle reti in nazionale ― Bulgaria |
| Data                                                                    | Città                                                                   | In casa                                                                 | Risultato                                                               | Ospiti                                                                  | Competizione                                                            | Reti                                                                    | Note                                                                    |
| ----------------------------------------------------------------------- | ----------------------------------------------------------------------- | ----------------------------------------------------------------------- | ----------------------------------------------------------------------- | ----------------------------------------------------------------------- | ----------------------------------------------------------------------- | ----------------------------------------------------------------------- | ----------------------------------------------------------------------- |
| 26-2-2020                                                               | Sofia                                                                   | Bulgaria                                                                | 0 – 1                                                                   | Bielorussia                                                             | Amichevole                                                              | -                                                                       | 68’                                                                     |
| 11-11-2020                                                              | Sofia                                                                   | Bulgaria                                                                | 3 – 0                                                                   | Gibilterra                                                              | Amichevole                                                              | -                                                                       | 65’                                                                     |
| 15-11-2020                                                              | Sofia                                                                   | Bulgaria                                                                | 1 – 2                                                                   | Finlandia                                                               | UEFA Nations League 2020-2021 - 1º turno                                | -                                                                       | 78’                                                                     |
| 18-11-2020                                                              | Dublino                                                                 | Irlanda                                                                 | 0 – 0                                                                   | Bulgaria                                                                | UEFA Nations League 2020-2021 - 1º turno                                | -                                                                       | 61’                                                                     |
| 19-11-2023                                                              | Leskovac                                                                | Serbia                                                                  | 2 – 2                                                                   | Bulgaria                                                                | Qual. Euro 2024                                                         | -                                                                       | 90’                                                                     |
| Totale                                                                  |                                                                         | Presenze                                                                | 5                                                                       |                                                                         | Reti                                                                    | 0                                                                       |                                                                         |

## Palmarès

### Club

#### Competizioni nazionali
- Campionato bulgaro: 3

Ludogorec: 2015-2016, 2016-2017, 2017-2018
- Supercoppa di Bulgaria: 2

Ludogorec: 2018, 2019